# Ulrik Jenssen
Ulrik Yttergård Jenssen (* 17. Juli 1996 in Tromsø) ist ein norwegischer Fußballspieler.

## Karriere

### Verein
Jenssen begann seine Karriere in seiner Heimatstadt bei Tromsø IL. 2013 wechselte er nach Frankreich zur Zweitmannschaft von Olympique Lyon. Nach drei Jahren in Frankreich kehrte er im Sommer 2016 zum norwegischen Erstligisten Tromsø zurück. Im August 2016 debütierte Jenssen in der Eliteserien, als er am 19. Spieltag der Saison 2016 gegen den Aalesunds FK in der 64. Minute für Christian Landu Landu eingewechselt wurde. Zu Saisonende hatte Jenssen zwölf Ligapartien, in denen er einen Treffer erzielen konnte, zu Buche stehen. Er wechselte zum FC Nordsjaelland, wo er sich in dreieinhalb Jahren als feste Größe etablierte. Im Juli 2021 ging er in die Eredivisie zu Willem II Tilburg. 2022 kehrte er zum FC Nordsjaelland zurück.

### Nationalmannschaft
Jenssen spielte für diverse norwegische Jugendauswahlen. Im Juni 2015 debütierte er gegen Bosnien und Herzegowina für die U-21-Auswahl. Im Mai 2016 stand er erstmals im Kader der A-Nationalmannschaft, obwohl er zuvor noch nie als Profi gespielt hatte. Zu einem Einsatz kam es jedoch nicht.

## Persönliches
Jenssens Bruder Ruben steht aktuell beim FC Groningen unter Vertrag, sein Vater Truls war ebenfalls als Fußballspieler aktiv.